# 白滝理四郎
白滝 理四郎（しろたき りしろう、1894年（明治27年）9月5日 - 1967年（昭和42年）11月7日）は、大日本帝国陸軍軍人。最終階級は陸軍少将。

## 経歴
1894年（明治27年）に栃木県で生まれた。陸軍士官学校第27期、陸軍大学校第36期卒業。1938年（昭和13年）7月15日、陸軍歩兵大佐進級と同時に陸軍士官学校教官に着任し、1939年（昭和14年）3月に第35師団参謀長（北支那方面軍）に転じて日中戦争に出動。黄河沿いの新郷、衛輝に駐屯し、魯西作戦、晋東作戦などの治安作戦に従事した。
1941年（昭和16年）10月15日に陸軍少将進級と同時に歩兵第133旅団長（北支那方面軍・第110師団）に着任し、石門を根拠地として治安戦に任じた。1942年（昭和17年）4月に同旅団が第110歩兵団に改編されると、そのまま第110歩兵団長に就任した。1943年（昭和18年）4月に第18独立守備隊長（南方軍）に転じ、1944年（昭和19年）10月に第7方面軍司令部附を経て、1945年（昭和20年）4月7日に東部軍管区司令部附となった。4月30日に大邱師管区兵務部長（朝鮮軍管区）に就任して終戦を迎え、10月20日に東部軍管区司令部附となった。
1947年（昭和22年）11月28日、公職追放仮指定を受けた。